# Žukovica (Budva)
Pour les articles homonymes, voir Žukovica.
Žukovica (en serbe cyrillique : Жуковица) est un village du sud du Monténégro, dans la municipalité de Budva.

## Démographie

### Évolution historique de la population
| 1948 | 1953 | 1961 | 1971 | 1981 | 1991 | 2003 |
| ---- | ---- | ---- | ---- | ---- | ---- | ---- |
| 42   | 43   | 67   | 24   | 9    | 7    | 8    |